# Mariano Félez
Mariano Félez Bentura (Zaragoza, 1883-Zaragoza, 1940) fue un pintor e ilustrador español.

## Biografía
Nació el 18 de septiembre de 1883 en Zaragoza. Como pintor cultivó el paisaje, incluyendo marinas, además del retrato. Como ilustrador se encontró por ejemplo entre los artistas que colaboraron en la colección literaria Los Contemporáneos, tanto en portadas como en las ilustraciones interiores. Falleció el 19 de julio de 1940 en Zaragoza. Obras suyas formaban parte en la primera mitad del siglo XX de la colección de los museos de Bahía y Montevideo.